# كفاح الرملي
كفاح عبد الرحمن احمد الرملي مربية، وداعية إسلامية فلسطينية، وناشطة تربوية، ومدير عام العمل النسائي في وزارة الأوقاف في قطاع غزة.